# Cross Team Legendre
Cross Team Legendre is een voormalige Franse wielerploeg, gespecialiseerd in het veldrijden. Het team had een classificatie als UCI Cyclo-Cross Pro Team.
De ploeg werd voor aanvang van het veldrit seizoen 2015-2016 opgericht door Steve Chainel en zijn toenmalige vrouw Lucie Chainel-Lefèvre. Het team werd opgericht met als doelstelling om jonge Franse wielrenners de kans binnen een professionele omkadering aan veldrijden te doen.
In 2017 kreeg het team voor het eerst een ploegenclassificatie van de UCI, namelijk dat van UCI Cyclo-Cross Team. Vanaf het seizoen 2020-2021 heeft de ploeg het statuut van UCI Cyclo-Cross Pro Team. Dit statuut geeft het recht op deelname aan de UCI Continentale circuits op de weg. Samen met de Belgische teams: Baloise - Trek Lions en Pauwels Sauzen-Bingoal is Cross Team Legendre een van de drie enige teams met dergelijke classificatie. In het verleden had het team een samenwerkingsverband met het Franse UCI World Tour ploeg Arkéa-Samsic.
Op 14 augustus 2023 raakte bekent dat hoofdsponsor Legendre haar contract beëindigd. Hierdoor vroeg de ploeg geen licentie aan voor de veldritwinter van 2023-2024. Echter plant het team wel een doorstart om vanaf 2024 verder te gaan als continentale wegploeg. Hierbij zou dan ook een veldrittak behouden blijven.

## Ploegsamenstelling

### Bekende ex-renners
Fransen
Antoine Benoist (2017-2019, 2022)
Steve Chainel (2015-2023)
Lucie Chainel-Lefèvre (2015-2017)
John Gadret (2016)
Antoine Huby (2020-2022)
Rémi Lelandais (2020-2023)
 Zwitsers
Loris Rouiller (2022-2023)
Timon Rüegg (2021-2023)
Overige
 Michael Boroš (2021)

## Palmares
Europees kampioenschap veldrijden: 2019 (Mickaël Crispin, beloften heren)
 Frans kampioenschap veldrijden: 2018 (Steve Chainel, elite heren), 2019 (Antoine Benoist, beloften heren), 2021 (Antoine Huby, beloften heren)
 Zwitsers kampioenschap veldrijden: 2023 (Timon Rüegg, elite heren)
Coupe de France: 2017 (Lucie Chainel-Lefèvre, elite dames), 2018 (Antoine Benoist, beloften heren), 2019 (Mickaël Crispin, beloften heren), 2022 (Rémi Lelandais, beloften heren)
Swiss Cyclocross Cup: 2022 (Loris Rouiller, elite heren)